# Ђамел Седјати
Ђамел Седјати (латиницом Djamel Sedjati, понекад Sejati, арап. جمال سجاتي, Тиарет, 3. мај 1999.) је алжирски  атлетичар, тркач на средње стазе специјализован за трку на 800 метара. Тренутно је пети најбржи човек у историји у трци на 800 метара, иза Марка Аропа, Емануела Вањоњија, Вилсона Кипкетера и светског рекордера Дејвида Рудише. Седјати је освојио бронзану медаљу на Летњим олимпијским играма 2024. у дисциплини 800 метара.

## Каријера

### 2021-2023: Први међународни успеси
Седјати је 16. јуна у Стразбуру, у Француској, постигао лични рекорд од 1:44,91.
По доласку у Токио да се такмичи на Олимпијским играма на 800 метара, Седјати и његов сународник Билал Табти били су позитивни на КОВИД-19 24. јула и стављени су у карантин, због чега су морали да пропусте свој наступ на Играма.
На Светском првенству 2022. Седјати је завршио као други у финалу на 800 метара са 1:44,14 и освојио сребрну медаљу.
На Светском првенству 2023. Седјати се пласирао у финале на 800 метара, али је дисквалификован због ометања противника током трке.

### 2024: Олимпијске игре у Паризу
Седјати је 7. јула победио у трци на 800 метара на Митингу Арева у Паризу, трчећи 1:41,56 и у то време постао трећи најбржи 800-метраш икада, иза Вилсона Кипкетера који је 1997. трчао 1:41,11 и Дејвида Рудише, актуелног светског рекордера, који је трчао 1:40,91 на Олимпијским играма 2012.
Пет дана касније, на Херкулисовом митингу у Монаку, победио је на 800 метара у времену 1:41.46, чиме је за десетинку секунде поправио свој и државни рекорд истрчан пре пет дана.
Седјати је на Олимпијским играма 2024. у Паризу стигао до финала, где је завршио трећи освојивши бронзану медаљу са временом 1:41.50, иза сребрног Марка Аропа, који је завршио за 1:41.20, и освајача златне медаље Емануела Вањоњија, који је завршио стотинку испред Аропа у времену 1:41,19.

## Лични рекорди
На отвореном
- 300 метара – 34,51 ( Алжир, 27. март 2021.)
- 600 метара – 1:14,36 (Сасолбург (ЈАР), 11. март 2023.)
- 800 метара – 1:41,46 (Монако, 12. јул 2024.)
- 1000 метара – 2:13,97 ( Почефструм (ЈАР), 5. март 2024.)

У дворани
- 800 метара – 1:46,28 ( Сабадел (Шпанија), 8. фебруар 2022.)